# Agrostophyllum globiceps
Agrostophyllum globiceps är en orkidéart som beskrevs av Rudolf Schlechter. Agrostophyllum globiceps ingår i släktet Agrostophyllum och familjen orkidéer. Inga underarter finns listade i Catalogue of Life.